# Кингс-Каньон
Кингс-Ка́ньон (англ. Kings Canyon National Park) — национальный парк США, расположенный в штате Калифорния в южной части Сьерры-Невады, к востоку от города Фресно. Парк основан в 1940 году и занимает 1869,25 км².
Парк граничит с национальным парком Секвойя. Оба парка управляются Службой национальных парков США как единое подразделение — национальные парки Секвойя и Кингс-Каньон.
Большая часть парка площадью 461 901 акр (186 925 га), дренируемого средними и южными развилками реки Кингс и множеством более мелких ручьев, считается дикой природой. Туристические объекты сосредоточены в двух районах: Грант-Гроув, где растет Генерал Грант (второе по величине дерево в мире по объему ствола), и Сидар-Гроув, расположенная в самом сердце Кингс-Каньона. Чтобы добраться до большей части отдаленной местности парка или высокогорной местности, которая большую часть года покрыта глубоким снегом, требуется пеший поход с ночевкой. Объединенный туристический маршрут Pacific Crest Trail/John Muir Trail пересекает всю длину парка с севера на юг.